# Бескрестнов Сергій Олександрович
Бескрестнов Сергій Олександрович, позивний Сергій Флеш (нар.12 грудня 1974, Київ), — український фахівець та консультант у галузі військових  радіотехнологій, технічний блогер.   Голова ГО "Центр радіотехнологій".

## Біографія
Закінчив  Київський військовий інститут управління та зв'язку у 1997 році за спеціальністю "Радіо, радіорелейний, тропосферний та космічний зв'язок". Навчався у різних європейських технічних центрах за напрямами радіорелейного та мобільного зв'язку стандарту GSM. Займав керівні позиції у компаніях "Українські радіосистеми", "Український мобільний зв'язок".

### Після повномасштабного вторгнення
В перші місяці війни брав участь в обороні Київської області з 3-м полком сил спеціальних операцій. Організував систему військового радіозв'язку півночі Київської області разом з 136 батальйоном ТРО. 
З квітня 2022 року займається консультаціями та навчанням різних військових підрозділів та інших силових структур України. Організував службу технічної підтримки та обмін досвідом для кількох тисяч військових зв'язківців ЗСУ та НГУ. Вивчає російську військову техніку (РЕБ, РЕР, зв'язок, ударні БПЛА), стратегію її застосування та розробляє сценарії протидії. Є автором ряду Настанов ЗСУ з тематики РЕР та зв'язку. Займається розробкою засобів малого РЕБ та практичним вивченням  на фронтах радіосигналів російських БПЛА всіх типів.  Є постійним членом журі Хакатонів, які проводить Міністерство оборони та Міністерство цифрової трансформації України.
Публікується в українській пресі.   Відомий аудиторії за межами України.

## Особисті дані
З 14 років захоплюється радіозв'язком та радіоелектронікою. Має радіоаматорську ліцензію 1 категорії для зв'язку в ефірі. Позивний сигнал UT7UD. Хобі — точна стрільба та мотоцикли.

## Інтернет-проєкти
З 2009 року – підприємець в галузі інтернет стартапів. Один із них - відеогра Isotopium: Chornobyl - був названий світовими ЗМІ найінноваційнішою грою у світі 2018 року.  Також є творцем будівельного ресурсу України www.stroimdom.com.ua. 

## Нагороди
- За заслуги в обороні Київської області був нагороджений Почесною відзнакою голови Броварської військової адміністрації.[16]
- У липні 2024 р. нагороджений медаллю "Хрест Сухопутних військ".
- У серпні 2024  отримав медаль Міністра Оборони "За сприяння обороні України"[17].
- У груднi 2024  отримав медаль Міністра Оборони "Хрест пошани"[18].
- У червні 2025 отримав медаль  Головнокомадуючего ЗСУ  " За сприяння війську "